# Siostry Miłosierdzia
Siostry Miłosierdzia (ang.: Sisters of Mercy) – żeńskie katolickie zgromadzenie zakonne. Działalność swoją prowadzi głównie w krajach anglojęzycznych i w Ameryce Środkowej; w Polsce nie jest obecne.

## Historia

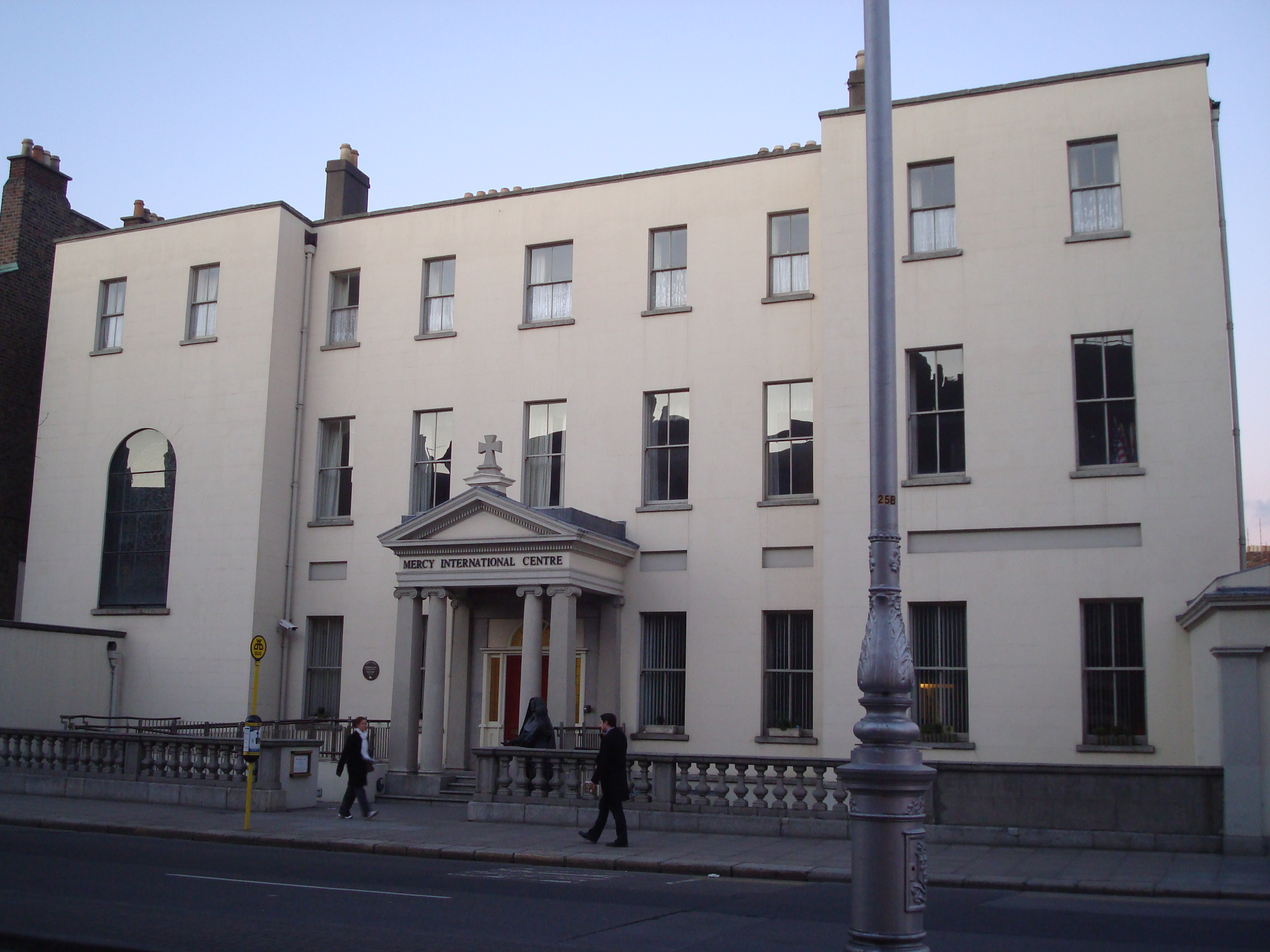
„Dom Miłosierdzia” w Dublinie

Catherine McAuley w 1824 r. w Dublinie otworzyła „Dom Miłosierdzia” ze środków, pochodzących z odziedziczonego majątku. Ten Dom służył pomocą (opieka, edukacja, pomoc materialna i duchowa, itp), kobietom i dzieciom w potrzebie, mimo krytyki władz lokalnych. Stopniowo grupa kobiet, służących pomocą ubogim, zorganizowała się w zgromadzenie zakonne nieklauzurowe, uznane przez archidiecezję w 1831 r. Zakonnice otrzymały przydomek „pieszych mniszek”, z powodu częstego odwiedzania piechotą okolic w poszukiwaniu potrzebujących pomocy. Macierzysty „Dom Miłosierdzia” istnieje nadal pod nazwą „Międzynarodowe Centrum Miłosierdzia” (Mercy International Centre).
Oprócz macierzystej Irlandii, zakonnice szybko osiedliły się w krajach takich jak Wielka Brytania (Guernsey (1848 r.), w Glasgow (w 1849 r.), USA (Pensylwania w 1843 r.), Australia (w 1846 r.), Meksyk, Belize, Jamajka, Nowa Zelandia, itd. Zakonnice mieszkają w domach autonomicznych, niezależych od centralnego zarządu, co daje im dużą swobodę działania. Ten model funkcjonowania jest szczególnie ceniony w USA i Australii, bo umożliwia  w diecezjach szybkie działanie, aby np. otworzyć szkoły, szpitale i inne instytucje charytatywne.
Obecne Zgromadzenie to międzynarodowa katolicka wspólnota kobiet, które składają śluby czystości, posłuszeństwa i ubóstwa, w służbie ludzi cierpiących z powodu ubóstwa, chorób i braku wykształcenia, zwłaszcza kobiet i dzieci. Zgromadzenie wdraża w praktyce zalecenia lub cnoty ewangeliczne i żyje życiem wspólnotowym. Dodatkowo, oprócz służby ubogim i potrzebującym, zakonnice podejmują pracę w placówkach medycznych, społecznych lub edukacyjnych. Nie wahają też angażować się w politykę i w praktyki lobbingu w krajach takich jak USA, gdzie tego rodzaju praktyki są stosowane powszechnie, co spowodowało wrogość pewnych środowisk wobec zakonu.